# Sudanesische Sozialistische Union

Parteiflagge

Die Sudanesische Sozialistische Union (SSU, arabisch الاتحاد الاشتراكي السوداني al-Ittihad al-Ischtiraki as-Sudani) ist bzw. war eine politische Partei im Sudan.
Die nach dem Vorbild der Arabischen Sozialistischen Union Ägyptens im Rahmen der Bemühungen um eine Föderation Arabischer Republiken gebildete SSU war die alleinige zugelassene Partei von 1971 bis 1985 im Sudan, als das Regime von Präsident Gaafar Nimeiry in einem Militärputsch gestürzt wurde.
Heute besteht die Sudanesische Demokratische Sozialistischen Union als Nachfolgepartei der SSU als eine eingetragene politische Partei im Sudan. Die Partei wurde von Fatima Abdel Mahmood bis zu deren Tod im Jahr 2018 geführt, welche die erste weibliche Ministerin im Sudan während der Präsidentschaft Gaafar Nimeirys sowie Mitglied der Nationalen Kongresspartei war. Fatima Abdel Mahmoud war die erste Frau, die während der Präsidentschaft Umar al-Baschirs im Sudan bei den allgemeine Wahlen im April 2010 angetreten ist. 